# Повалковиці
Повалковиці (пол. Powałkowice) — село в Польщі, у гміні Осенцини Радзейовського повіту Куявсько-Поморського воєводства.
Населення — 131 особа (2011).
У 1975-1998 роках село належало до Влоцлавського воєводства.

## Демографія
Демографічна структура станом на 31 березня 2011 року:
|          | Загалом | Допрацездатний вік | Працездатний вік | Постпрацездатний вік |
| -------- | ------- | ------------------ | ---------------- | -------------------- |
| Чоловіки | 65      | 7                  | 49               | 9                    |
| Жінки    | 66      | 14                 | 37               | 15                   |
| Разом    | 131     | 21                 | 86               | 24                   |